# Orectognathus elegantulus
Orectognathus elegantulus är en myrart som beskrevs av Taylor 1977. Orectognathus elegantulus ingår i släktet Orectognathus och familjen myror. Inga underarter finns listade i Catalogue of Life.